# 오리사바사슴쥐
오리사바사슴쥐(Peromyscus beatae)는 비단털쥐과에 속하는 설치류의 일종이다. 엘살바도르와 과테말라, 온두라스, 멕시코의 토착종이다. 가시 관목 속에서 발견되며, 덤불과 군데군데 흩어진 나무가 있는 암반 지역을 좋아한다. 야행성 동물로 절지동물과 곤충, 녹색 식물 등을 먹이로 먹는다. 멕시코 오리사바 주에서 발견되며, 연중 번식을 하고 평균 두 세 마리의 새끼를 낳는다. 육상성 동물로 알려져 있다.